# 獅子王強大
《獅子王強大》（英語：Lion Pride），2017年東森電視自製戲劇系列之第十一部作品。由曹晏豪、周曉涵、劉書宏、陽靚領銜主演，故事以推理為主題。本劇獲得中華民國文化部106年度電視節目製作補助案第二梯次連續劇類補助800萬元。2017年10月開鏡、開拍，2018年2月12日全劇殺青。台視主頻於12月2日起每週六晚上10點首播，LINE TV於每週六晚間11點30分上架，東森綜合台於12月3日起每週日晚上10點播出，愛奇藝於每週日上午10點上架，CHOCO TV於每週一中午12點上架，台視主頻於2018年3月24日播出最終回。接檔《我和我的四個男人》，劇末播出幕後花絮《獅樂園》。

## 播出時間

### 首播
| 頻道/影音  | 所在地   | 播出日期      | 播出時間                                    |
| ---------- | -------- | ------------- | ------------------------------------------- |
| 台視主頻   | 臺灣     | 2017年12月2日 | 每週六 22:00－23:30                         |
| LINE TV    | 臺灣     | 2017年12月2日 | 每週六 23:30 上架                           |
| 東森綜合台 | 臺灣     | 2017年12月3日 | 每週日 22:00－23:30                         |
| 愛奇藝     | 臺灣     | 2017年12月3日 | 每週日 10:00 上架                           |
| KKTV       | 臺灣     | 2017年12月3日 | 每週日 23:30 上架                           |
| CHOCO TV   | 臺灣     | 2017年12月4日 | 每週一 12:00 上架                           |
| myVideo    | 臺灣     | 2018年2月14日 | 每週一 12:00 上架                           |
| 靖天戲劇台 | 臺灣     | 2018年1月5日  | 每週五 21:00－22:30                         |
| dimsum     | 马来西亚 | 2017年12月9日 | 每周六 22:30 上線                           |
| 芒果TV     | 中国大陆 | 2019年1月25日 | 會員搶先全集非會員，每週五至二20:00上架一集 |

### 重播
| 頻道       | 所在地 | 播出日期                     | 播出時間                  |
| ---------- | ------ | ---------------------------- | ------------------------- |
| 台視主頻   | 臺灣   | 2017年12月9日 （至12月15日） | 每週六 00:00－01:30       |
| 台視主頻   | 臺灣   | 2017年12月22日               | 每週五 23:35－01:10       |
| 台視主頻   | 臺灣   | 2017年12月10日               | 每週日 14:30－16:00       |
| 東森綜合台 | 臺灣   | 2017年12月9日                | 每週六 16:30－18:00       |
| 東森綜合台 | 臺灣   | 2018年2月15日 （至2月20日）  | 週四至隔週二 13:00－16:00 |
| 東森超視   | 臺灣   | 2017年12月9日                | 每週六 20:30－22:00       |
| 東森超視   | 臺灣   | 2017年12月16日               | 每週六 19:00－20:30       |
| 靖天戲劇台 | 臺灣   | 2018年1月6日                 | 每週六 00:00－01:30       |
| 靖天戲劇台 | 臺灣   | 2018年1月6日                 | 每週六 08:00－09:30       |

## 劇情大綱
數學名師王強大（曹晏豪飾），與檢察官好友鐵不凡（劉書宏飾）看見與汪家搶案有關的黑鬼，強大與警方為了逮捕黑鬼衝進咖啡廳，此時正在咖啡廳做古董鑑定的汪薔薇（周曉涵飾）被警方影響，而不小心將客戶玉鐲仍了出去，強大救了薔薇，但玉鐲破裂，讓兩人結為冤家，卻沒想到強大因為一個承諾成為長泰補習班的老師，薔薇也因為某個意外而成為強大的同事...
王強大其實有著一個只有鐵不凡知道的傷痛，也因為這個無法說出口的傷痛，讓強大多年的一直追查一件血案，想還爸爸清白，但強大對追查真相的堅持，也讓他跟身邊的人陷入危險之中...
而這個傷痛發生在23年前，在連老大的帶領之下，小詹、鹽巴、負責把風的黑鬼還有一位警察酋長涉及汪家搶案。當天是王強大的生日，與身為警察的爸爸回家，路上卻遇上了這場搶案，強大爸爸雖然不在值勤，但因為身為警員，所以過去看了一下，結果意外身亡，還被指控為嫌犯...
汪家擁有很多值錢的古董，嫌犯才會選擇這裡下手行竊，但卻鬧出人命，不只強大爸爸，連薔薇父母也受害身亡，屋子被放火，讓薔薇燒傷昏迷失憶。而這些古董在搶案後，出現在一些人的身上，除了黑鬼白文良、詹定宣被逮捕外，還有三位犯人，古董出現在補習班老闆嚴長泰、連四德（陽靚飾）的爸爸連仲彥，難道他們是犯人，真正的酋長到底是誰...

## 演員列表

### 主要演員
| 演員   | 角色   | 介紹 | 登場集數 |
| 曹晏豪 | 王強大 | 33歲，數理天才、長泰補習班的數學名師，鐵不凡的高中同學兼室友，曾經是知名大學數學教授，汪薔薇的男友，個性孤僻。 爸爸是一名警察。10歲生日當天，爸爸被捲入汪家案身亡，警方認為爸爸是參與者之一綽號酋長的警察，為了探查真相，強大不停地尋找線索。從小就有厲害的邏輯推理能力，常常運用超強的觀察、感官能力 ，默默的協助好友檢察官小鐵處理案件。外表有自信、像獅子般冷峻的氣質，因此被有「獅子」的綽號。 | 全劇     |
| 周曉涵 | 汪薔薇 | 31歲，補習班歷史教師，兼職古董鑑定師、廣播DJ，王強大的女友，原本名字是汪巧薇，案發後才由阿姨改名為汪薔薇，個性活潑。 8歲時，家裡發生大火，父母身亡，家中許多古董文物被盜，患有創傷後壓力症候群。因為打破玉鐲的意外事件，成為王強大的同事，對教育充滿熱忱，非常認真教課，卻總是被學生嫌無聊，因為個性不輕易服輸，所以還是正向樂觀的持續努力。                                                       | 全劇     |
| 劉書宏 | 鐵不凡 | 33歲，檢察官，王強大的高中同學兼室友，綽號小鐵，連四德的男友。個性幽默。 辦案過程常常受到王強大的推理幫忙，工作時很嚴肅，但私底下愛鬧、開玩笑，喜歡的女生很多，被稱為曖昧高手，卻從來都沒有穩定交往。汪薔薇在這些女生中例外，薔薇是自己唯一想要認真經營愛情的對象，但薔薇總把自己的告白當作玩笑，。而後開始漸漸的對四德有好感，開始與四德交往。                                                    | 全劇     |
| 陽靚   | 連四德 | 30歲，政治大學英文系畢業NYU比較文學碩士，連仲彥的女兒，補習班的女神英文教師，典型的時尚都會新女性，綽號連通殺，鐵不凡的女友。 外表看起來精明幹練，事實卻是少一根筋的傻大姐。原本對充滿神秘感的王強大產生好奇，但她的放電對王強大完全沒用，後來反被小鐵的紳士態度吸引，並愛上小鐵。因為補習班與薔薇認識，並且成為好朋友。                                                                           | 全劇     |

### 其他演員
| 演員   | 角色     | 介紹 | 登場集數                |
| 溫肯尼 | 陳雲飛   | 33歲，菜鳥刑警，綽號阿飛。 常配合鐵不凡的指揮辦案，個性熱血直率，充滿幹勁，常常一接到命令就往前衝。喜歡汪薔薇。好惡分明，對惡人不假辭色，對朋友、同儕熱情洋溢。                    | 1-3,5-16                |
| 趙自強 | 嚴長泰   | 47歲，長泰補習班老闆兼國文名師。人稱老嚴，當年汪家搶案歹徒之一，過去綽號鹽巴。 | 1-13,16                 |
| 高英軒 | 詹定宣   | 41歲，當年汪家搶案歹徒之一，綽號小詹，二十三年前，因為參與汪家搶案而入獄，殺害汪薔薇的爸爸，個性衝動。                                                                             | 2,5-8,10-13             |
| 王自強 | 李大世   | 世界補習班老闆，其實只是名義上的老闆，真正的老闆是連仲彥 。 | 1-3,6-8                 |
| 林慶台 | 林尚勳   | 56歲，綽號勳叔，「轉角食堂」老闆，林倩玉的父親，曾經是一位警察，當年汪家搶案歹徒之一，綽號酋長。                                                                                   | 1-7,10-11,13-16         |
| 華葦   | 白文良   | 48歲，綽號黑鬼，白藝心的爸爸，曾經參與汪家搶案，與詹定宣過去是朋友。 | 1-3                     |
| 楊昇達 | 曾仁毅   | 32歲，交大應用數學系畢業，長泰補習班數學老師，原本是王牌數學老師，直到強大來到就變「前王牌」。                                                                                     | 1-2,4-9,13,16           |
| 唐雨韓 | 林倩玉   | 綽號小倩，林尚勳的女兒。長泰補習班學生。 | 1-6,10-12,14-16         |
| 朱家緯 | 白藝心   | 綽號小心，白文良的女兒，成績優異，偷取長泰補習班的學生資料。 | 2-4                     |
| 秦嗣林 | 秦士林   | 古董鑑定師，汪薔薇爸爸的好友。 | 4-5,7                   |
| 葉蕙芝 | 高蕙蘭   | 46歲，汪薔薇的阿姨，高育慈的妹妹。薔薇父母身亡後，一直照顧薔薇，還幫薔薇改名。 | 3-4,8,15-16             |
| 鄭茵聲 | 官晶晶   | 28歲，在公益拍賣會假扮成記者。停電過程中偷竊了名畫，被強大識破後，放出煙霧，並帶著名畫逃離現場。                                                                                   | 5-7,9-10, 12            |
| 魯文學 | 連仲彥   | 54歲，連四德的爸爸，議員候選人，佳德集團董事長，世界補習班幕後老闆。個性心狠手辣。當年汪家搶案的歹徒之一，綽號勝利老大。因為老嚴也是搶案共犯，所以一心想要女兒四德離開長泰補習班。 | 5,7-16                  |
| 林鶴軒 | 周文信   | 世界補習班員工。 | 1,3,6                   |
| 朱盛平 | 孫曉珊   | 拿玉鐲給薔薇鑑定，只值20萬，卻因為警方闖入而導致掉落破裂，要求100萬的賠償，王強大利用數理砍成20萬。                                                                                | 1,4                     |
| 喬殷浩 | 王裕明   | 警察，王強大的父親，23年來，被指控為嫌犯酋長。 | 1-2,4,11,14-16 (回憶)   |
| 潘振德 | 汪博毅   | 汪薔薇的父親。 | 1-2,7,14,16 (回憶)      |
| 郭大睿 | 小強大   | 小時候的王強大。 | 1-4,10-11,14-16 (回憶)  |
| 蔡海殷 | 小薔薇   | 小時候的汪薔薇。 | 1-2,10,14,16 (回憶)     |
| 江振愷 | 年輕尚勳 | 年輕時的林尚勳，綽號酋長。 | 2,7-8,16 (回憶)         |
| 邱志宇 | 年輕仲彥 | 年輕時的連仲彥，綽號勝利老大。 | 2,5,7-8,11,14-16 (回憶) |
| 向承寓 | 年輕長泰 | 年輕時的嚴長泰，綽號鹽巴。 | 5,7-8,11,16 (回憶)      |
| 趙一虎 | 年輕文良 | 年輕時的白文良，綽號黑鬼。當年汪家案被詹定宣拉入夥，對其他人不熟。 | 3,5,7-8,11,16 (回憶)    |
| 黃冠智 | 年輕定宣 | 年輕時的詹定宣，綽號小詹。與黑鬼是朋友。 | 2-3,5,7-8,11,16 (回憶） |
| 潘君侖 |          | | 11,13                   |
| 賴煜哲 |          | | 14                      |
| 朱宇謀 |          | | 13-15                   |

## 電視劇歌曲
| 曲別   | 歌名         | 演唱者     | 作詞                   | 作曲                                       |
| 片頭曲 | 不愛你愛誰   | GTM        | 吳易緯                 | 督智文                                     |
| 片尾曲 | 不退         | 呂薔       | 曹宇棠                 | Richard Harris, Danielle Rosner            |
| 插曲   | 安全第一     | 呂薔       | 劉恩汛                 | 王志文(左撇子)、符國強、單錫甲、林嘉惠     |
| 插曲   | 販賣靈魂的人 | 呂薔       | 王繼康                 | Tero Sakari, Brooke Williams, John Fulford |
| 插曲   | 信號         | GTM        | J.Sheon、GTM           | 米奇林Mickey Lin                           |
| 插曲   | As We Are    | Three Laws | Adam Relf, Louise Gold | Adam Relf, Louise Gold                     |
| 插曲   | Siren Song   | Three Laws | Adam Relf, Louise Gold | Adam Relf, Louise Gold                     |

## 收視率
| 臺灣 臺灣電視台 首播收视率 （AC尼爾森）                                |                |        |      | |
| 集數                                                                   | 播出日期       | 收视率 | 排名 | 備註 |
| 1                                                                      | 2017年12月2日  | 0.57   | 4    | |
| 2                                                                      | 2017年12月9日  | 0.58   | 4    | |
| 3                                                                      | 2017年12月16日 | 0.58   | 4    | |
| 4                                                                      | 2017年12月23日 | 0.82   | 4    | 15-24歲觀眾收視1.35；女性族群收視2.22 25-49歲女性觀眾收視1.18；最高收視點1.43                                               |
| 5                                                                      | 2017年12月30日 | 0.64   | 4    | |
| 6                                                                      | 2018年1月6日   | 0.92   | 4    | 4-14歲女性收視1.83 15-24歲觀眾收視0.94                                                                                      |
| 7                                                                      | 2018年1月13日  | 1.01   | 4    | 15-24歲觀眾收視1.31；幕後花絮收視0.81 有效平均收視1.11 45-54歲觀眾收視2.06 總收視人口達59萬8千人 收視最高點1.35             |
| 8                                                                      | 2018年1月20日  | 0.92   | 4    | 台視因播出《第13屆KKBOX風雲榜頒獎典禮》，故順延至22:40播出。 4-14歲觀眾收視1.12 15-24歲觀眾收視1.39                         |
| 9                                                                      | 2018年1月27日  | 0.75   | 4    | 4-14歲觀眾收視1.26 15-24歲觀眾收視0.93                                                                                      |
| 10                                                                     | 2018年2月3日   | 0.85   | 4    | 4-14歲觀眾收視1.59 15-44歲觀眾收視0.92 幕後花絮《獅樂園》收視0.57 幕後花絮《獅樂園》15-44歲觀眾收視0.76                     |
| 11                                                                     | 2018年2月10日  | 1.02   | 4    | 4-14歲觀眾收視1.53 15-24歲觀眾收視1.23 25-49歲女性觀眾收視1.04 20-54歲女性觀眾收視1.32 收視最高點1.20                       |
| 2018年2月17日，台視因重播《第13屆KKBOX風雲榜頒獎典禮》，故暫停播出一次 |                |        |      | |
| 12                                                                     | 2018年2月24日  | 0.82   | 4    | 15-24歲觀眾收視1.07 |
| 13                                                                     | 2018年3月3日   | 0.95   | 4    | 4-14歲觀眾收視1.44 15-24歲觀眾收視0.98 15-44歲觀眾收視0.98 幕後花絮《獅樂園》收視0.55 幕後花絮《獅樂園》15-44歲觀眾收視0.63 |
| 14                                                                     | 2018年3月10日  | 0.60   | 4    | 15-24歲觀眾收視0.91 |
| 15                                                                     | 2018年3月17日  | 0.72   | 4    | 15-44歲觀眾收視0.76 幕後花絮《獅樂園》收視0.53 幕後花絮《獅樂園》15-44歲觀眾收視0.57                                        |
| 16                                                                     | 2018年3月24日  | 0.91   | 4    | 精彩最終回，播出95分鐘 15-24歲觀眾收視1.27 幕後花絮《獅樂園》15-24歲觀眾收視0.95                                            |
| 平均收視率                                                             | 平均收視率     | 0.79   |      | |

1. 同时段或交叉时段主要节目：
  - 華視《天才衝衝衝》
  - 中視《綜藝玩很大》
  - 民視《舞力全開》
  - 三立都會台《噗通噗通我愛你》＼《已讀不回的戀人》
  - TVBS歡樂台《翻牆的記憶》
2. 数据由AGB尼爾森調查，調查範圍是四歲以上收看電視之觀眾。
3. 資料來源：台灣-偶像劇場、凱絡媒體週報。

## 籌備紀錄
2017年
- 10月，開鏡、開拍。
- 10月26日，舉行卡司發佈會。
- 12月2日，台視首播。
- 12月3日，東森重播。

2018年
- 1月6日，於新北市Mega City板橋大遠百、台中市中友百貨舉行粉絲見面會。[13]
- 1月27日，於台南市南方公園、高雄市夢時代幸福廣場舉行粉絲加碼見面會。[14]
- 2月12日，全劇殺青。

## 相關商品
- 《獅子王強大 電視劇改編小說》
  - 原創：東森創作
  - 改編：蕭沁恩
  - 出版：青文出版
  - 出版日期：2018年3月14日

## 製作團隊
- 出品人：范瑞穎
- 總監製：楊秋蘭、郭元沖、賴秀貞
- 監製：賀淑婷、童瀚萱
- 企劃：陳儀娥、陳嘉涵
- 編審：邱詩怡
- 製作人：顏嘉佑
- 故事開發：謝宗臣
- 編劇統籌：賀淑婷
- 編劇：諸英、黃姿潔
- 導演：陳保中
- 製片統籌：廖述寧、陳劭愷
- 後製統籌：陳義誠、李光哲
- 製作公司：六樓映像製作有限公司
- 動作指導：張崇玹
- 冠名贊助
  - 台視：大誠保險經紀人
  - 東森：思薇爾
  - LINE TV：ChocolaBB

## 外部連結
- 官方网站－台視
- 官方网站－東森綜合
- 官方网站－東森創作
- 獅子王強大的Facebook專頁
- 東森創作的Instagram帳戶
- 獅子王強大 （页面存档备份，存于）－LINE TV
- 獅子王強大 （页面存档备份，存于）－愛奇藝

| 臺灣 台視主頻 周六優質戲劇                                                                                              | 臺灣 台視主頻 周六優質戲劇                  | 臺灣 台視主頻 周六優質戲劇 |
| --- | ------------------------------------------- | -------------------------- |
| | 獅子王強大 （2017年12月2日－2018年3月24日） |                            |
| 我和我的四個男人 （2017年8月5日－2017年11月11日）我和我的四個男人特輯 （2017年11月18日）第54屆金馬獎 （2017年11月25日） | 高塔公主 （2018年3月31日－2018年7月14日）   |                            |

| 臺灣 東森綜合台 每週日 22:00 - 23:30                                                             | 臺灣 東森綜合台 每週日 22:00 - 23:30        | 臺灣 東森綜合台 每週日 22:00 - 23:30 |
| ------------------------------------------------------------------------------------------------ | ------------------------------------------- | ------------------------------------ |
|                                                                                                  | 獅子王強大 （2017年12月3日－2018年3月25日） |                                      |
| 我和我的四個男人 （2017年8月6日－2017年11月12日）撲通撲通LOVE （2017年11月19日－2017年11月26日） | 高塔公主 （2018年4月1日－2018年7月15日）    |                                      |

| 臺灣 東森超視 每週六 20:30 - 22:00          | 臺灣 東森超視 每週六 20:30 - 22:00          | 臺灣 東森超視 每週六 20:30 - 22:00 |
| ------------------------------------------- | ------------------------------------------- | ---------------------------------- |
|                                             | 獅子王強大 （2017年12月9日－2018年3月31日） |                                    |
| 閱讀時光2 （2017年11月25日－2017年12月9日） | 高塔公主 （2018年4月7日－2018年7月21日）    |                                    |

| 臺灣 東森戲劇台 每週六 20:00 - 21:30 · 3月16起，每週六日 20:00 - 21:30 | 臺灣 東森戲劇台 每週六 20:00 - 21:30 · 3月16起，每週六日 20:00 - 21:30 | 臺灣 東森戲劇台 每週六 20:00 - 21:30 · 3月16起，每週六日 20:00 - 21:30 |
| ---------------------------------------------------------------------- | ---------------------------------------------------------------------- | ---------------------------------------------------------------------- |
|                                                                        | 獅子王強大 （2018年12月22日－2019年3月24日）                           |                                                                        |
| 實習醫師鬥格S3 （2018年10月6日－2018年12月15日）                       | 1006的房客 （2019年3月30日－）                                         |                                                                        |